# Aeroporto Mestersvig
Mestersvig é um aeroporto militar situado no Parque Nacional do Nordeste da Gronelândia. Tem 1,8 km de pista (1800 metros) de cascalho.